# ミューレンバーグ郡 (ケンタッキー州)
ミューレンバーグ郡（英: Muhlenberg County）は、アメリカ合衆国ケンタッキー州の西部に位置する郡である。2010年国勢調査での人口は31,499人であり、2000年の31,839人から1.1%減少した。郡庁所在地はグリーンビル市（人口4,312人）であり、同郡で人口最大の都市はセントラルシティ市（人口5,978人）である。ミューレンバーグ郡は1798年に設立され、郡名はアメリカ独立戦争の軍人ジョン・ピーター・ミューレンバーグ少将（1746年-1807年）に因んで名付けられた。

## 地理
ミューレンバーグ郡は西部炭田地域に属している。アメリカ合衆国国勢調査局に拠れば、郡域全面積は479.43平方マイル (1,241.7 km2)であり、このうち陸地474.72平方マイル (1,229.5 km2)、水域は4.71平方マイル (12.2 km2)で水域率は0.98%である。

### 特徴的な地形
郡内の特徴ある水域はグリーン川とマローン湖である。郡北部は概して穏やかにうねる丘陵部、川側の平坦な土地、およびサイプレス・クリークとその支流に沿ったラクウショウの自生する湿地になっている。南部は高い起伏とうねりのある丘陵部になっている。南部の多くの河川渓谷はかなり深く、所によって岩が多い。この地域は砂岩の層が多く、一部は小さな石灰岩の洞穴がある。この洞穴のうち2つのみが郡内にあると考えられ、どちらも郡最南部にある。多くの断層が郡内を走っており、その位置は南北に隣接する郡との中間である。郡中央部では石炭が最大の天然資源であり続けている。過去には深い地中にあった石炭層が、地表近くになっている。近年では「ビッグブラザー」のパワーシャベルのような機械が郡内でよく見られる。1970年代と1980年代初期、ミューレンバーグ郡は州内最大の石炭産地であり、ある場合には国内最大になっていた。
郡内でよく見られる岩石は砂岩である。南部の郡境に近づくと、石灰岩の露出が目立つようになる。グリーン川の岸にあるオールドエアドリーやグリービルの南にあるバックナーファーニスでは鉄鉱石の採掘が試みられた。どちらも19世紀末から20世紀初めに行われたが、長期間は続かなかった。

#### グリーン川
全長300マイル (480 km) のグリーン川はオハイオ川の支流である。ミシシッピ川に沿った主要市場へ、主に石炭など商品の搬出路となっている。ジョン・プラインが作り、ジョン・デンバーが流行らせた歌「パラダイス」は現在は無くなった2つの炭鉱町を歌ったものであり、これがミューレンバーグ郡とグリーン川を人々の意識に植え付けるものとなった。

#### マローン湖
郡南部の小さな町ダンモアの近くに広さ788エーカー (3.19 km2) のマローン湖があり、水泳、ボート、釣りなどレクリエーションに使われている。湖と周辺の硬木の森はマローン湖州立公園となっている。この湖はケンタッキー州魚類野生生物省が管理している。湖面は隣接する2つの郡にも広がっている。湖岸にそって砂岩の崖と砂岩層があり、また自然橋も見られる。この自然橋は州立公園の外にある。

### 隣接する郡
- マクリーン郡 - 北
- オハイオ郡 - 北東
- バトラー郡 - 東
- ローガン郡 - 南東
- トッド郡 - 南
- クリスチャン郡 - 南西
- ホプキンス郡 - 西

## 人口動態
以下は2000年国勢調査による人口統計データである。
| 基礎データ - 人口:31,499人 - 世帯数: 12,979 世帯 - 家族数: 9,057 家族 - 人口密度: 26人/km2（67人/mi2） - 住居数: 13,675軒 - 住居密度: 11軒/km2（29軒/mi2） 人種別人口構成 - 白人: 94.19% - アフリカン・アメリカン: 4.65% - ネイティブ・アメリカン: 0.13% - アジア人: 0.13% - その他の人種: 0.19% - 混血: 0.72% - ヒスパニック・ラテン系: 0.73% 年齢別人口構成 - 18歳未満: 22.6% - 18-24歳: 9.2% - 25-44歳: 28.0% - 45-64歳: 24.8% - 65歳以上: 15.5% - 年齢の中央値: 39歳 - 性比（女性100人あたり男性の人口） - 総人口: 98.0 - 18歳以上: 96.2 | 世帯と家族（対世帯数） - 18歳未満の子供がいる: 30.7% - 結婚・同居している夫婦: 59.7% - 未婚・離婚・死別女性が世帯主: 10.4% - 非家族世帯: 26.7% - 単身世帯: 24.3% - 65歳以上の老人1人暮らし: 12.6% - 平均構成人数 - 世帯: 2.45人 - 家族: 2.90人 収入と家計 - 収入の中央値 - 世帯: 28,566米ドル - 家族: 33,513米ドル - 性別 - 男性: 29,952米ドル - 女性: 18,485米ドル - 人口1人あたり収入: 14,798米ドル - 貧困線以下 - 対人口: 19.7% - 対家族数: 15.5% - 18歳未満: 26.0% - 65歳以上: 17.0% |

## 都市と町
| - セントラルシティ - グリーンビル - 郡庁所在地 - ビーチクリーク - ビーチモント - ベルトン - ブレーメン - ブラウダー | - デポイ - ドレイクスボロ - ダンモア - エニス - グラハム - パウダリー - サウスキャロルトン |

## 経済
ミューレンバーグ郡は長年国内の主要石炭生産地域であり続けてきた。1970年代の大半で、世界のどこよりも多くの石炭を生産した。1970年代から1980年代に入っても州内の最大生産地だったが、その後は減少した。1980年代後半から1990年代初期に石炭の消費量が減ったが、21世紀に入って復活してきたので、ミューレンバーグ郡と周辺地域の石炭産業は再び活況となり、地域にかなりの雇用を生んでいる。この理由の1つは燃料ガスの浄化装置が進んで使われるようになり、瀝青炭が以前よりもきれいに燃やされるようになったことである。もう一つの理由は、西部の石炭が低温で燃やせるようになったことであり、西部の石炭を大量に購入して、他の種類の石炭と混ぜることになった。このことは東部海岸の発電所では問題になってきた。
ミューレンバーグ郡は州内で最初の商業炭鉱ができた所だった。その炭鉱は今日考えられるようなものではなく、1820年に「マクリーン・ドリフト・バンク」として開かれた。グリーン川沿い元のパラダイスの町にあった。この炭鉱と町に与えた影響はジョン・プラインの歌「パラダイス」に歌われている。郡内で他の主要雇用主は石炭産業を補完するものか、他分野に拡張したものである。下記のようなものがある。
- テネシー川流域開発公社パラダイス化石燃料プラント、ドレイクスボロ市
- グリーン川矯正施設、セントラルシティ市
- ダイノ・ノーベル、爆破物製造、グラハム
- EBA&D、信管製造、グラハム
- ミューレンバーグ・コミュニティ病院、グリーンビル市
- ミューレンバーグ郡教育委員会、パウダリー市
- アメリカ陸軍、ケンタッキー州兵、ウェンデル・H・フォード地域訓練センターとケンタッキーUTES
- アームストロング石炭会社、セントラルシティ市
- ケン・アメリカン・リソーシーズ、パラダイス地下炭鉱、セントラルシティ市
- ケンタッキー・ユーティリティーズ・カスタマーサービス・センター、グリーンビル市
- ケンタッキー・ユーティリティーズ・グリーン川発電所、セントラルシティ市
- ウォルマート、セントラルシティ市、床面積136,000平方フィート (12,600 m2) のショッピングセンターをアメリカ国道62号線沿いで運営
- アンクルリーズ/ウィングサプライ、グリーンビル市

### 商工会議所
2006年1月、セントラルシティとグリーンビルの商工会議所が合併し、グレーター・ミューレンバーグ商工会議所となった。その会員は155の事業所に上っている。

### 将来の産業
ピーボディ・エナジーのサラブレッド・エネルギー・プラントは、石炭燃焼発電施設であり、地域に450人分の雇用創設を期待され、セントラルシティ市に開設される。2007年には発電を始める計画だったが、大気質に関する論争で建設計画が中断している。その建設計画は一旦破棄され、ピーボディ・エナジーとコノコフィリップス石油会社との共同事業で「ケンタッキー・ニューガス」が結成された。この会社は最新式のエネルギーセンターであり、ケンタッキー州の石炭を清澄な天然ガスに転換し、500人の長期雇用を行い、経済効果は1億ドルと推計されている。施設の立地はグリーン川に近いセントラルシティ市郊外部である。
2006年4月25日、冷凍食品会社のガーメット・イクスプレスがグリーンビル市の施設を改造する計画を発表した。この会社は2001年に食品流通会社のスーパーバリューが引き渡した施設を改修し、200人の雇用を生む計画を進めている。

## 教育
郡内の公共教育はミューレンバーグ郡教育委員会の監督下に置かれている。小学校5校、中学校2校、高校1校がある。

### 高等教育機関
マディソンビル・コミュニティカレッジのミューレンバーグキャンパスがセントラルシティ市にある。ミューレンバーグ職業開発センターはセントラルシティとグリーンビルにある。

### 図書館
郡内には、2つの公共図書館がある。グリーンビル市のハービン記念図書館とセントラルシティ市のセントラルシティ図書館である。どちらも住民に高速インターネットへの無料アクセスを可能にしている。この2館はミューレンバーグ郡図書館として合併したが、運営はそのままである。

### ミューレンバーグ郡教育史
郡内に以前は8つの学校があったが、1990年に教育委員会が中学校と高校を統合し、中学校2校と高校2校にした。ブレーメン、セントラルシティ、グラハムの各高校と、ミューレンバーグ中央高校の半分がミューレンバーグ北中学と北高校となり、ミューレンバーグ中央高校の残り半分とドレイクスボロ、ヒューズ・カークパトリック、グリーンビル、レイクマローン各高校がミューレンバーグ南中学と南高校になった。以前の8校は小学校の教育を続けている。
2004年、教育委員会は老朽化した小学校の統合を始め、グラハム小学校を閉鎖して児童をロンゲスト小学校と拡張されたグリーンビル小学校に移した。またレイクマローン小学校を閉鎖し、児童をヒューズ・カークパトリック小学校に移した。統合は2005年にも継続し、ドレイクスボロ小学校が閉鎖された。児童は1年間をヒューズ・カークパトリック小学校で過ごし、2006年に開校したミューレンバーグ南小学校に移った。その後ヒューズ・カークパトリック小学校が閉鎖された。
2008年2月5日、郡内の3つの町がEF-3の大竜巻の被害を受けた。グリーンビル、パウダリー、セントラルシティの3つである。3人の住人がグリーンビル市外で死亡した。
2008年11月、ミューレンバーグ郡教育委員会はミューレンバーグ南高校とミューレンバーグ北高校を統合し、ミューレンバーグ高校とすることを発表した。統合は2009年6月に行われた。

## メディア
郡内にはAM2局、FM2局のラジオ局が放送を流している。新聞は1909年にセントラルシティで創刊された「タイムズ・アーガス」とグリーンビルで創刊され現在はセントラルシティにある「リーダー・ニューズ」がある。

## 観光地と行事
- マローン湖州立公園、ダンモア
- ミューレンバーグ郡鉄道転換歩道、全長6マイル (10 km)、セントラルシティとグリーンビルの間
- ブリューコ・モータースポーツ店、セントラルシティ市
- ダンカンセンター美術館と画廊、グリーンビル市
- フォー・レジェンド噴水、ドレイクスボロ市
- レーバーデーのクルーズ・イン、セントラルシティ市
- ミューレンバーグ郡農業会議所、パウダリー市
- パラダイス公園、パウダリー市
  - 炭坑ショットガンハウス
  - マール・トラビス生誕地
  - パラダイス公園博物館
  - スプリングリッジ学校
- テネシー川流域開発公社パラダイス化石燃料プラント、ドレイクスボロ市、国内最大級の石炭燃焼発電所
  - 公共ボート進水場、グリーン川
  - 公共釣り用湖
  - パラダイス墓地のある歴史の村、グリーン川沿いで唯一の村の名残

## 著名な出身者
- エヴァリー・ブラザースのドン・エヴァリー、現在は無いブラウニーの町で生まれた
- ウォーレン・オーツ、俳優、グリーンビル近くのデポイで生まれた